# Pašmanski kanal
Pašmanski kanal je morska ožina v Jadranu. Leži med obalo na celini od rta Plitkač pri Sukošanih do Pakoštanov in vzhodno obalo otoka Pašman. Poteka v smeri severozahod-jugovzhod. Dolg je okoli 18 km in globok do 25 m. Zaradi plitvin je na nekaterih mestih posebno v jugovzhodnem delu ploven samo za plovila, ki imajo ugrez manjši od 6 metrov. 
Koordinati:   43°58′30″N, 15°22′20″E